# Guarda (Zwitserland)
Guarda is een plaats en voormalige gemeente in het Zwitserse kanton Graubünden. Het telde eind 2013 als afzonderlijke gemeente 161 inwoners.
Op 1 januari 2015 werd Guarda opgenomen in de gemeente Scuol.
- Gemeinsame Normdatei: 4022423-5
- Historisch woordenboek van Zwitserland: 001521
- Virtual International Authority File: 233670089